# Campeonato Europeo de Rugby League 1951/52
El Campeonato Europeo de Rugby League de 1951/52 fue la duodécima edición del principal torneo europeo de Rugby League.

## Equipos
- Francia
- Gales
- Inglaterra
- Otras Nacionalidades (Selección formada por jugadores de Australia, Fiyi, Irlanda, Nueva Zelanda y Sudáfrica).

## Posiciones
| Equipo               | Encuentros | Encuentros | Encuentros | Encuentros | Tantos  | Tantos    | Tantos     | Puntos |
| Equipo               | jugados    | ganados    | empatados  | perdidos   | a favor | en contra | diferencia | Puntos |
| -------------------- | ---------- | ---------- | ---------- | ---------- | ------- | --------- | ---------- | ------ |
| Francia              | 3          | 2          | 0          | 1          | 76      | 42        | +34        | 4      |
| Inglaterra           | 3          | 2          | 0          | 1          | 79      | 71        | +8         | 4      |
| Otras Nacionalidades | 3          | 2          | 0          | 1          | 57      | 56        | +1         | 4      |
| Gales                | 3          | 0          | 0          | 3          | 34      | 77        | -43        | 0      |

Nota: Se otorgan 2 puntos al equipo que gane un partido, 1 al que empate y 0 al que pierda.
|  | Campeón |

## Resultados
| 19 de septiembre de 1951 | Inglaterra | 35 - 11 | Gales |  |  |

| 3 de noviembre de 1951 | Otras Nacionalidades | 17 - 14 | Francia |  |  |

| 25 de noviembre de 1951 | Francia | 42 - 13 | Inglaterra |  |  |

| 1 de diciembre de 1951 | Gales | 11 - 22 | Otras Nacionalidades |  |  |

| 6 de abril de 1952 | Francia | 20 - 12 | Gales |  |  |

| 23 de abril de 1952 | Inglaterra | 31 - 18 | Otras Nacionalidades |  |  |

| Bandera de Francia |
| Campeón Francia    |
| Cuarto título      |